# Borová (Náchodi járás)
Borová település Csehországban, Náchodi járásban. Borová Česká Čermná és Nový Hrádek településekkel határos. Lakosainak száma 220 fő (2024. január 1.).

## Népesség
A település lakosságának változását az alábbi diagram mutatja:
| Lakosok száma | 917  | 945  | 706  | 388  | 233  | 178  | 202  | 205  | 200  | 220  |
|               | 1869 | 1890 | 1921 | 1950 | 1980 | 2001 | 2017 | 2019 | 2022 | 2024 |